# FIBA Oceania
FIBA Oceania és una zona dins de l'associació FIBA que conformen 21 federacions nacionals de la FIBA.

## Membres
| - Samoa Americana - Austràlia - Illes Cook - Fiji - Guam - Kiribati | - Illes Marshall - Micronèsia - Nauru - Nova Caledònia - Nova Zelanda | - Illa Norfolk - Illes Marianes del Nord - Palau - Papua Nova Guinea - Samoa | - Salomó - Polinèsia Francesa - Tonga - Tuvalu - Vanuatu |